# Quatuor Xasax
Le Quatuor XASAX, ensemble de saxophones modulable, est un quatuor de saxophones fondé en 1992, et composé de Marcus Weiss, Pierre-Stéphane Meugé, Jean-Michel Goury et Serge Bertocchi.
Le quatuor s'implique tout particulièrement dans la création et la diffusion du répertoire contemporain. La répartition des saxophones au sein de Xasax est variable en fonction des pièces et ne se limite pas à la formation traditionnelle soprano/alto/ténor/baryton. Il est ouvert à toutes les combinaisons d'instruments qu'offre la famille des saxophones, comme le laisse entendre le sous-titre Ensemble de saxophones modulable.
Leur répertoire ne se limite pas non plus au contemporain, ils revisitent l'art de la fugue, le répertoire de l'Ars subtilior ou Scarlatti, voire des classiques du saxophone tels qu'Alexandre Glazounov.
Le quatuor s'intéresse aussi aux compositeurs d'origine non classique : venant du jazz ou des musiques improvisées, voire de la trash ou de la noise music, à travers les travaux de compositeurs comme Barry Guy, Elliott Sharp, Alex Buess, Yoshihide Ōtomo…
À titre d'anecdote, XASAX est un palindrome formé sur XAS, l'œuvre de Xenakis (qui elle-même constitue un raccourci du nom du compositeur) et le nom de SAX, l'inventeur du saxophone.

## Créations
- "Crosswind" Georges Aperghis va/SATB 15 min
- "Cri-Qi" Bernhardt A. Batschelet SATB/orch. à crds 20 min 2003
- "Hyperbaton" Alex Buess TTBB 7 min
- "Ata 9" Alex Buess SSSS 8 min
- "Quiebros" Alvaro Carlevaro SATB 14 min
- "Le 1er rêve de Martin Luther King" Pierre-Adrien Charpy

Haute-contre, Basse, saxS ATB(SSTbx), 4perc, chœur 30 min
- "Yago" Gene Coleman SATB, instr. trad., électronique 31 min
- "Séquences" Jean-Luc Darbellay SATB 10 min 2009
- "Close the Gap" Karlheinz Essl TTT 15 min
- "Due Songs" Luca Francesconi SATB 8 min
- "Shift-Shaft" Claudio Gabriele SATB 15 min
- “Equis” Bruno Giner SATB 8 min
- "Mobile Herbarium" Barry Guy STTB 45 min
- "3 Erweiterungen durch Rückschritt" Alfred Knuessel va+SATB 12 min
- "even… The loudest sky!" Bernardo Kuczer SB/A/ST/S 8 min
- "(S)axe(S) Robert Lemay SAT, tubax 15 min
- "Attractions" Denis Levaillant SATB 10 min
- "avvicinamento al quarto centro" Giorgio Netti SATB 25 min
- "Cathode #6" Yoshihide Ōtomo SATB, instr trad, électronique 35 min
- "Axe à quatre" Ernest H. Papier SSTT 12 min
- "Game" Stéphane Payen SATB 8 min
- "3 axes" Philippe Racine AAA 5 min
- "Ximix" François Rossé SS 4 min
- "Approaching the arches of Corti" Elliott Sharp SSSS 10 min
- "Spurren" Gerhardt Stäbler SATB 20 min
- "Albumblatt II" Hans Thomalla SATB 6 min
- "Cueillis par la mémoire des voûtes" Alfred Zimmerlin SATB et orch. à cordes 20 min

## Répertoire
- "Quatuor" Claude Ballif SATB 10 min
- "Canticum Novissimi Testamenti" Luciano Berio SATB, 8vx, 4cl 25 min
- "Four 5" John Cage n x(SATB) 12 min
- "Saxophone Quartet n°1" John Carisi SATB 8 min
- "Canonic suite" Elliott Carter AAAA 8 min
- "Rumia" Luis de Pablo SATB 14 min
- "Rasch" et "Rasch II" Franco Donatoni SATB 6 min; 8 min
- "Quatuor de saxophones" Hugues Dufourt SATB 15 min
- "Magic" Ivan Fedele SATB 7 min
- "Anvils and Parachutes" Dror Feiler SATB/Bde 10 min
- "Quartett Op109" Alexandre Glazounov SATB 30 min
- "Discours V" Vinko Globokar SATB/bde 20 min
- "Quatuor" René Leibowitz SATB 18 min
- "Périple à 4" Paul Méfano SATB 5 à 15 min
- "Vue sur les Jardins Interdits" Henri Pousseur SATB 12 min
- "La bocca, i piedi, il suono" Salvatore Sciarrino AAAA + 100 sax 45 min
- "Dawn II" Alessandro Solbiati SATB 5 min
- "Narrative" Lasse Thoresen SATB 35 min
- "Lamentatio" Erkki-Sven Tüür SATB 10 min
- "Öö" Jelena Tulve SATB 10 min
- "So long" Daniel Weisberg SATB 10 min
- "XAS" Iannis Xenakis SATB 9 min

Œuvres à instrumentation libre
- "Signaux" Georges Aperghis 4S+4A+4B 12 min
- "Kunst der Fuge" Johann-Sebastian Bach SATB 30 min
- "Solo with obligato accompaniment of two voices in canon, followed by six short inventions on the subjects of the solo"

John Cage AAA 10 min
- "Canon for Three" Elliott Carter SSS 3 min
- "Spots" Frederic Rzewski divers 5 min
- "Canons”" Arnold Schoenberg SATB 5 min
- "Pièces de l'Ars Subtilior" Jacob Senleches SAT ou AAT ou ATT 10 min
- "3 Canons" Stefan Wolpe SAB 3 min

Adaptations :
- "Canzoniere da Scarlatti" Scarlatti/Sciarrino SATB 35 min
- "Pagine" Salvatore Sciarrino SATB 40 min

élaborations d'après Gesualdo, Scarlatti, Bach, Mozart, Cole Porter, Anonymes
- "7 chorals" Erik Satie SATB

## Discographie
- 2009 “Georges Aperghis : Musiques pour Alto et Saxophones” Xasax et Geneviève Strosser (Kairos/WDR, Wien, 2009)
- 2005 Luciano Berio : Canticum Novissimi Testamenti pour 8 vx, 4 sax et 4 cl , + A-Ronne par Xasax, newears4 et Neue Vokalsolisten Stuttgart, dir. Peter Rundel, Label Wergo (WER 6678 2). Diapason d'or 2008.
- 2003 Transonic pour SATB, clBs, instruments traditionnels japonais et électronique Yoshihide Ōtomo, Gene Coleman, Label Wergo.
- 2003 Pagine & Canzoniere da Scarlatti pour quatuor de saxophone, Salvatore Sciarrino, Label Zig-Zag Territoires. Choc du monde de la musique, 3 cœurs nouvel obs.
- 2003 Musiques Suisses-Marcus Weiss, Alex Buess, Daniel Weissberg, + Müller, Furrer-Münch, Weiss, Kessler, Label Gramont Portrait.
- 2002 Figures musique de Denis Levaillant, Label CMG
- 2000 Counterpoise musique de John Carisi, Eddie Sauter + Wolpe, Label Hathut Records
- 1999 Répertoires polychromes 2 , Denis Levaillant, Label Musique Française d'aujourd'hui (MFA).
- 1998 Ars Subtilior, œuvres de Hugues Dufourt, Henri Pousseur, Jacob de Senleches, Bernardo Maria Kuczer, Alvaro Carlevaro, Label Hat-hut
- 1997 Conquest of melody, œuvres de John Cage, Arnold Schönberg, + Carter, Wolpe, Webern, Label Hathut Records
- 1994 XASAX, œuvres de Franco Donatoni, Iannis Xenakis, John Cage, Karlheinz Essl, Stefan Wolpe, Frederic Rzewski Label EROL Records